# Naso minor
A Naso minor a sugarasúszójú halak (Actinopterygii) osztályának sügéralakúak (Perciformes) rendjébe, ezen belül a doktorhalfélék (Acanthuridae) családjába tartozó faj.

## Előfordulása
A Naso minor az Indiai-óceánban és a Csendes-óceán nyugati felén fordul elő. Az elterjedési területe Mozambiktól a Fülöp-szigetekig tart.

## Megjelenése
Ez a halfaj legfeljebb 30 centiméter hosszú. A hátúszóján 5 tüske és 28-30 sugár, míg a farok alatti úszóján 2 tüske és 28 sugár ül. A frissen kifogott példányok farokúszója sárga színű, továbbá a faroktő feketés; a tartósított halak elvesztik az élénk színeiket és megszürkülnek. Az ívási időszakban a hím gyors színváltásra képes.

## Életmódja
Trópusi és tengeri hal, amely a korallzátonyokon él. 8-55 méteres mélységekben lelhető fel. A meredek vízalatti sziklafalakat és korallszirteket kedveli. Kis rajokban úszik. Időnként felkeresi a tisztogatóhalakat (Labroides dimidiatus), hogy az utóbbiak megtisztítják az élősködőktől. Általában algákkal táplálkozik, de nagy rajokba verődve a virágállatok között zooplanktonra vadászik.